# Quoratean
Quoratean je jezična porodica iz Kalifornije koja obuhvaća jezik Karok Indijanaca. Čini dio Velike porodice Hokan. Kao članovi ove porodice navode se plemena Ehnek, Karok i Pehtsik.
Ime dolazo po selu Kworatem.

## Vanjske poveznice
- Quoratean Family